# Klávesová zkratka

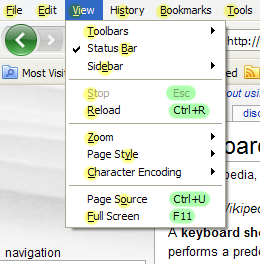
Menu aplikace Mozilla Firefox 3.0 se zeleně vyznačenými klávesovými zkratkami a žlutě zvýrazněnými písmeny, kterými lze vybrat příslušnou položku.

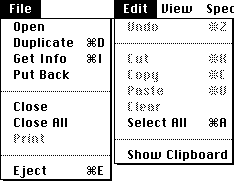
Ukázka dvou menu v Mac OS Finderu s klávesovými zkratkami uvedenými v pravém sloupci jednotlivých položek.

Klávesová zkratka (anglicky keyboard shortcut) je kombinace několika kláves, jejichž současné stisknutí vyvolá nějakou funkci.
Klávesová zkratka se obvykle skládá ze dvou až tří kláves (větší počet ovšem není vyloučen), z nichž typicky poslední může být plnovýznamová klávesa ( = jiná než předřazovací), ostatní klávesy jsou tzv. klávesy předřazovací (Shift, Ctrl, Alt a Alt Gr, někdy též klávesa s logem (např. Windows, Macintosh) nebo klávesa Fn).
Pořadí stisku předřazovacích kláves bývá libovolné, plnovýznamová klávesa musí být stisknuta jako poslední.
Klávesová zkratka se zapisuje jako sekvence tisknutých kláves, většinou oddělených mezerou nebo znakem plus (+), ojediněle i jiným způsobem (např. znakem minus).
Konkrétní klávesové zkratky jsou vždy silně závislé na použitém hardware a software, autoři programového vybavení se však obvykle snaží dodržovat určité zažité standardy pro nejobvyklejší funkce.

## Typy klávesových zkratek

### Restartovací zkratka
Ctrl + Alt + Del
Zvláštní klávesová zkratka, která je definovaná už v BIOSu. Její stisk způsobí restart počítače. Operační systém Windows pod tuto zkratku umístil Správce úloh, který ale také obsahuje možnost restartu.

### Formátovací zkratka
Používá se k formátování textu. Mezi základní a široce podporované patří:
- Ctrl + B – tučný text (bold)
- Ctrl + I – kurzíva (italic)
- Ctrl + U – podtržení (underline)

### Zkratka pro práci se schránkou
Umožňuje uživateli pracovat se schránkou. Většina aplikací používá pro práci se schránkou tyto klávesové zkratky:
- Ctrl + C – kopírovat data do schránky (copy)
- Ctrl + X – vyjmout data do schránky (cut)
- Ctrl + V – vložit data ze schránky do aplikace (paste)

### Zkratka zvláštního znaku
Umožňuje napsat znak, který není na klávesnici přímo dostupný. Takovýchto zkratek je veliké množství. Mezi nejpoužívanější patří zkratka pro zavináč (@): Alt Gr + V, resp. Ctrl + Alt + V (u rozložení kláves CS a SK QWERTZ, SK QWERTY) nebo Alt Gr + ě (CS QWERTY) nebo Alt + 64 (na numerické klávesnici) 

### Funkční zkratka
Vyvolá nějakou funkci aplikace nebo operačního systému. Je závislá na použité aplikaci a operačním systému (někdy i na verzi). Často má uživatel možnost si zkratku nastavit, změnit nebo zrušit podle svého přání.